# 红叶螺序草
红叶螺序草（学名：Spiradiclis rubescens）为茜草科螺序草属下的一个种。

## 扩展阅读
- 維基物種上的相關：红叶螺序草